# Alos Ice Rumples
Die Alos Ice Rumples (englisch) sind eine 14 km weite Gruppe von Eishöckern auf der Oberfläche des Stange-Schelfeises vor der English-Küste des westantarktischen Ellsworthlands. Sie ragen nördlich des Nikitin- und des Hall-Gletschers auf.
Das UK Antarctic Place-Names Committee benannte sie 2018. Namensgebend ist das Akronym für den Advanced Land Observing Satellite, der bei der Fernerkundung der Antarktis zum Einsatz kam.